# Port Penrhyn

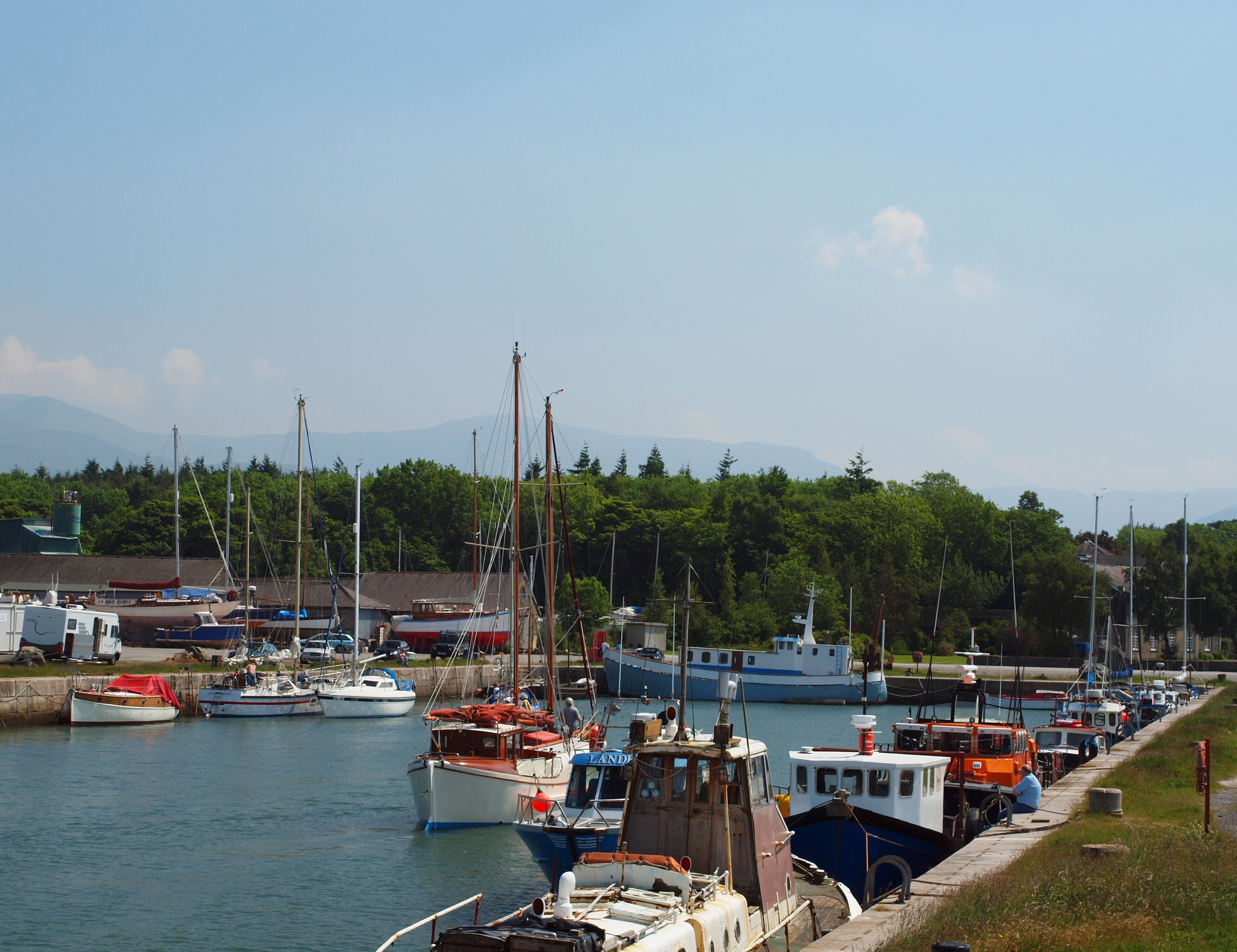
Port Penrhyn

Port Penrhyn (Walisisch: Porth Penrhyn) ist ein Hafen, der sich östlich von Bangor im nördlichen Wales befindet. Er liegt an der Flussmündung des Flusses Cegin. Während der Blütezeit der Schieferindustrie in Wales im 19. Jahrhundert war dieser Hafen von großer Bedeutung. Von dort wurde der Schiefer verschifft, der im Penrhyn-Steinbruch, dem damals größten Schiefersteinbruch der Welt, abgebaut wurde.
Die Verschiffung von Schiefer von Port Penrhyn aus ist erstmals für 1713 belegt, als 14 Schiffe insgesamt 415.000 Schindeln nach Dublin transportierten. Der Hafen expandierte, nachdem Richard Pennant die Leitung des Penrhyn-Landgutes selbst übernahm. 1790 wurde unter anderem ein steinerner Kai errichtet. Seit 1801 verband die Penrhyn Quarry Railway den Hafen mit dem Steinbruch. Der Hafen wurde in den Jahren 1829 bis 1830 und 1855 weiter ausgebaut.